# 내재적 발전론
내재적 발전론이란 한국이 일제의 식민지로 병탄되기 전에 이미 자주적 근대화가 이루어져 가고 있었다는 이론으로서, 식민지 수탈론과 함께 식민지 근대화론과 대조되는 이론이다. 즉, 모든 변화의 원동력은 외부가 아니라 조선 내부에 내재되어있다는 것이 내재적 발전론이 주장하는 바이다.

## 자본주의 맹아론
자본주의 맹아론은 내재적 발전론을 뒷받침하는 것으로서, 조선이 개화기 때 외세와의 불평등 조약에 의해 세계자본주의 체제로 편입되기 전에 이미 숙종 때부터 상평통보가 점차 보편화되며 상품화폐경제가 발달해감에 따라 자본주의가 스스로 형성되어 가고 있었다는 이론이다.

## 조선 숙종시기 근대의 태동[3]

### 농업의 발달[4]
17세기후반 이앙법(모내기법)의 조선전국의 확산,저수지 확산 그리고 시비법 발달로 벼와 보리가 동시에 생산(이모작)이 가능하자 농지이용도를 높이고 농민의 소득을 증대시켰다. 이에 광작이나 상업적 농업을 하는 경영형 부농계층이 등장한다. 이 농업에 참여하는 소작농중에도 이후 지주로 성장하는 사람이 생겨 서민지주가 출현하게 되었다. 이것으로 조선전기에 이어졌던 2분의1의정률지대 타조법이 소작농의 성장으로 소작쟁의를 일으키자 일정한 액수의 정액제인 도조법으로 전환되어 전호권이 성장하고 동시에 일부지역에서는 화폐지대로서 금납제가 출현하였다.

### 상업의 발달[5]
이러한 농업생산력의 발달과 조세의 전세화 및 금납화는 상품화폐경졔의 발전을 촉진시켰다. 인구가 증가하고 농민의 계층분화가 심화되어 가는 속에서 비농업인구의 도시 유입이 현저해짐으로써 상업은 더욱 발달하였다. 조선후기 상업활동의 중심이 된것은 관청과결탁하고 대동법으로 나타난 어용상인 공인이 서울시전과 지방의 장시(보부상)를 중심으로 활동하였고 이에 특정 물품을 대량으로 취급하는 까닭에 독점적 도매상인 도고로 성장하였다. 도고는 물종에 따라 공동출자를 해서 조직하고 상권을 독점하고 수공업자들과 선대제를 이루어 점차 상업자본으로 발전해 갔다. 이러한 농산물 및 수공업제품(안성의 유기그릇, 통영의 나전칠기 등)의 활발한 유통을 배경으로 한 공인의 성장에 자극받아 역시 도고상인으로 성장하였다. 지방장시의 객주, 여각들이 도고로 발전하여 전국적인 상업망을 개척하였으며 서울 한강 연안의 경강상인들은 경기 호서 일대에서 미곡, 어물, 소금 등의 판매에 종사하였고 개성의 송상은 인삼유통으로 경기 중심 북으로는 황해 평안도까지 남으로는 충청 경상도까지 상권을 확대하여 전국에 송방이라는 지점을 설치하였다.

###### 해외무역
평안도 의주의 만상은 중강후시와 책문후시에서 청나라 상인과 사무역을 행하였고 동래의 내상은 왜와의 사무역을 통해서 거상으로 성장하였다. 여기서 개성의 송상은 만상과내상을 거쳐 청과 왜의 중개무역을 행하였다.

###### 시전상인과 비시전상인
상업의 발달로 서울에는 일찍부터 상업활동을 독점해 왔던 시전상인과 비시전 사상(자유상인)들 사이에 충돌이 일어나게 되었다. 국가로부터 보호를 받는 육의전을 중심으로 한 시전상인(관허상인)들은 도중이라는 조합을 결성 정부로부터 금난전권을 얻어내 사상들의 활동을 억압했다. 시전상인들의 금난전권 과도한 남용으로 물가가 상승 부작용이 일어나자 정부는 점점 권한을 줄였고 정조대왕시기 신해통공을 반포하여 육의전을 제외한 나머지 시전상인의 금난전권을 폐지하였다. 이로써 사상들이 증가해 물가안정을 이루었고 이러한 사상의 성장은 전국전인 장시의 발달을 이루어냈다.

### 수공업 및 광업의 발달[6]

###### 수공업
조선후기 국가수공업이 쇠퇴하고 개인 수공업이 성장하는 추세를 보였다. 무기나 왕실의 자기 제조는 늦게까지 국가수공업으로 남아 있었지만 이것도 개인 수공업으로 점차 전환되는 등 모든 수공업 분야가 개인화되었다. 이러한 추세에 따라 18세기말 정조대에는 정부가 공장안(공장 명부)을 폐기함으로써 공장들은 이제 독립적인 개인 수공업자가 되어 장인세를 부담하는 대신 자유롭게 제품생산에 전념할 수 있게 되었다.

###### 광업
조선초기 국가가 모든 광산을 주도했다. 연산군시기 납에서 은을 분리해내는 방법이 발견되어 은의 생산이 급증하였다. 이를 계기로 은광 주변에는 상인들이 모여들고 이들에 의해 광산개발이 더욱 활발해졌다. 조선후기에는 이러한 추세가 더욱 현저해져 광물의 수요가 증대하고 유통경제가 발달하자 몰래 채광하는 잠채가 보편화되었다. 여러 시행착오를 거쳐 효종시기 타개책으로 설점수세제를 실시 국가가 비용을 대어 광산지역에 제련장과 부대시설을 포함한 점을 설치하고 그 경영을 민간에게 맡기는 방식으로 영세한 민간자본이 광산개발에 참여할 수 있게 되었고 이들은 재취한 광물의 일부를 국가에 납세하였다. 국가에서는 민간광산경영을 감독,통제하기 위해 별장 파견하였으나 오히려 이러한 별장제가 개인 광산경영이 줄어드는 현상이 일어나자 영조시기 별장제를 폐지하고 설점수세제를 수령이 직접 관할하도록 하였다. 이때 광산운영은 상업자본가인 물주가 시설과자금을 투자하고 광산개발에 경험이 있는 덕대(전문경영자) 나 혈주(채굴업자)가 광산을 직접 경영하여 채굴량의 일부를 광주에게 납부하는 방식으로 전환하였다.

## 같이 보기
- 식민지 근대화론
- 식민지 수탈론
- 사사카와재단
- 대한민국의 뉴라이트
- 반일종족주의
- 식민사관
- 정한론
- 요시다 쇼인
- 대동아 공영권